# كارل روث
كارل روث (15 سبتمبر 1909 في الولايات المتحدة - 28 مايو 1966 ببيوريا في الولايات المتحدة) (بالإنجليزية: Carl Roth)‏ هو لاعب كرة سلة أمريكي في مركز مدافع مسدد الهدف. لعب مع شيبويغن ريد سكينز.

## وصلات خارجية
- كارل روث على موقع سبورتس رفرنس (الإنجليزية)